# Batalla de Trekkopjes
La batalla de Trekkopjes va ser un assalt alemany sobre la ciutat de Trekkopjes, Sud-àfrica, el 26 d'abril de 1915, durant la Campanya d'Àfrica Sud-occidental de la Primera Guerra Mundial.
El coronel sud-africà Skinner va rebre l'ordre de defensar Trekkopjes, i va entrar en contacte amb una columna alemanya que avançava cap aquesta ciutat. L'atac alemany va ser repel·lit amb l'ajuda d'automòbils blindats.
La batalla de Trekkopjes va ser l'última ofensiva alemanya en Àfrica Sud-occidental Alemanya, que van passar a la defensiva la resta de la campanya.

## Antecedents
Després de perdre molt terreny a causa de l'avanç de les tropes sud-africanes de Louis Botha, l'exèrcit alemany d'Àfrica del Sud-occidental Alemanya, sota el comandament de Franke, va començar els preparatius per a tornar de nou a l'ofensiva.
A mitjans d'abril es va decidir atacar la ciutat de Trekkopjes, que estava sota el control sud-africà; un avió explorador alemany havia reunit la informació de les forces sud-africanes que defensaven la ciutat.

## Batalla
A les 5.45 a.m., els alemanys van aparèixer a prop de Trekkopjes i van intentar destruir la línia de ferrocarril a l'est del campament en un intent d'evitar que arribessin els reforços dels Aliats. A causa de la foscor, els alemanys es van perdre i van demolir per error part de la línia davantera de les forces d'avanç, i no al darrere.
A les 7.40 a.m., els alemanys van començar el seu atac a les posicions aliades amb bombardejos d'artilleria. Com que els homes del coronel Skinner no tenien artilleria van ser incapaços de respondre als bombardejos alemanys, i van esperar fins que els alemanys assaltessin la seva posició.
Després de cinc hores de lluita contra els sud-africans, els alemanys es van veure obligats a retirar-se, rebent atacs en els seus flancs amb metralladores muntades en vehicles blindats (que el reconeixement aeri els va confondre per tancs de transport d'aigua).

## Conseqüències
Encara que cap dels dos bàndols van patir fortes baixes, la derrota alemanya va desmoralitzar molt els homes de Franke.
Els alemanys van romandre a la defensiva la resta de la campanya i van ser empesos més i més enrere fins que finalment el cos principal es va rendir al juliol en la batalla d'Otavi.